# Древние боги (драма)
«Дре́вние бо́ги» — одна из пьес Леона Шанта, написанная в 1909 году, опубликованная в 1912 году. Его ставили и до сих пор включают в спектакли различных театров Армении. По мотивам пьесы Горг Армянин создал одноименную оперу.

## Подзаголовок
Подзаголовок произведения «Миллениум до нас». Окружение — древний остров Сиань, пустыня, отделенная от большого мира голубым слоем воды, где нет ни огней и теней жизни, ни настоящих страстей и конфликтов. Здесь прячутся люди, обреченные на борьбу со своей человеческой природой ради преисподней. Но усердными молитвами, благоуханием ладана не забывается внешний мир, не умирает в человеке человеческое, мирская жизнь живет в ночных видениях религиозной ярости Слепого монаха, больных и чистых любовников монаха. Образы «античных богов» живут в двух мирах, реальности и фантазии. Первая – бедная и нищая пустыня. Вторая — роскошная и одухотворенная мечта, порожденная этой нищетой, бесконечным стремлением прожить человеческую жизнь.
На острове озера Сана с помощью принцессы Мариам строится церковь. Настоятель храма ждет завершения строительства, чтобы наконец посвятить себя прославлению небесной власти Божией.
Брат принцессы приезжает с дочерью на плоту, чтобы посмотреть церковь, построенную ее сестрой. Бурное озеро поворачивает плот – только благодаря самопожертвованию молодого монаха дочь князя спасается от утопления.
С этого дня молодой монах теряет душевный и телесный покой. Дочь князя Седа пробуждается или снится, часто являясь в видении монаха չ призывающего к мирской жизни. Читатель не видит настоящей Седы. Рождение воображения Седана Абеги в драме, его вторая сущность, как и вторая сущность Ванахора, Белая.
Монах потерялся. Он просил помощи у игумена, но игумен видел в нем сторонника, «родственную душу с полетом души, так что уклоняться и страдать от истинного пути игумена причиняет ему великую боль». Состояние настоятеля усугубляется, когда княгиня говорит о начавшейся, но прерванной судьбой любви, которая, однако, еще не умерла в их душах.
Настоятель с трудом признается ему, что церковь действительно посвящена бывшему юноше по имени Ованес, любви княгини, бывшей барышне по имени Мариам, которая до сих пор горит в их душах, как огонь, скрытый под пеплом. С величайшим напряжением воли игумен пытается задушить в себе дыхание неугасимой любви, всецело посвятить себя Богу, разрушая храм, построенный в память греховной любви, строя новый на основе свободной души, свободный ум.
Но усилия настоятеля тщетны. Его трагедия усугубляется, когда, не в силах сопротивляться призывам героини мирской жизни и его видениям отправиться к солнцу, монах бросается в озеро, а перед этим верные ему монахи отказались снести уже построенную церковь и построить новый.
Отчаявшись и отвергнутый, но не отказывающийся от своих духовных помыслов, аббат покидает остров, ища место, людей, которые поймут, чтобы помочь построить его церковь, чьей «основой будет мой разум, столпами моя воля, а купол моей веры».

## Содержание
• Страдание поднимет душу, страдание очистит. А самое глубокое в жизни — это смерть.
• Жизнь – это крест, сын мой, который мы должны нести на своих плечах, пока Господь не призовет нас.
• Перед лицом моего мира, если вы хотите увидеть то, чего желает ваше сердце, вы должны смотреть с закрытыми глазами.
• Человек, что нашел ты в тех долинах, в том тяжелом труде, в тех томлениях, в той долине борьбы и ожесточения, к которым призван мир? Так же глупый счет. Ради нескольких жалких удовольствий, ради нескольких мелких удовольствий человек может взять и пожертвовать вечным блаженством своей загробной жизни.